# الیزابت نیدهام

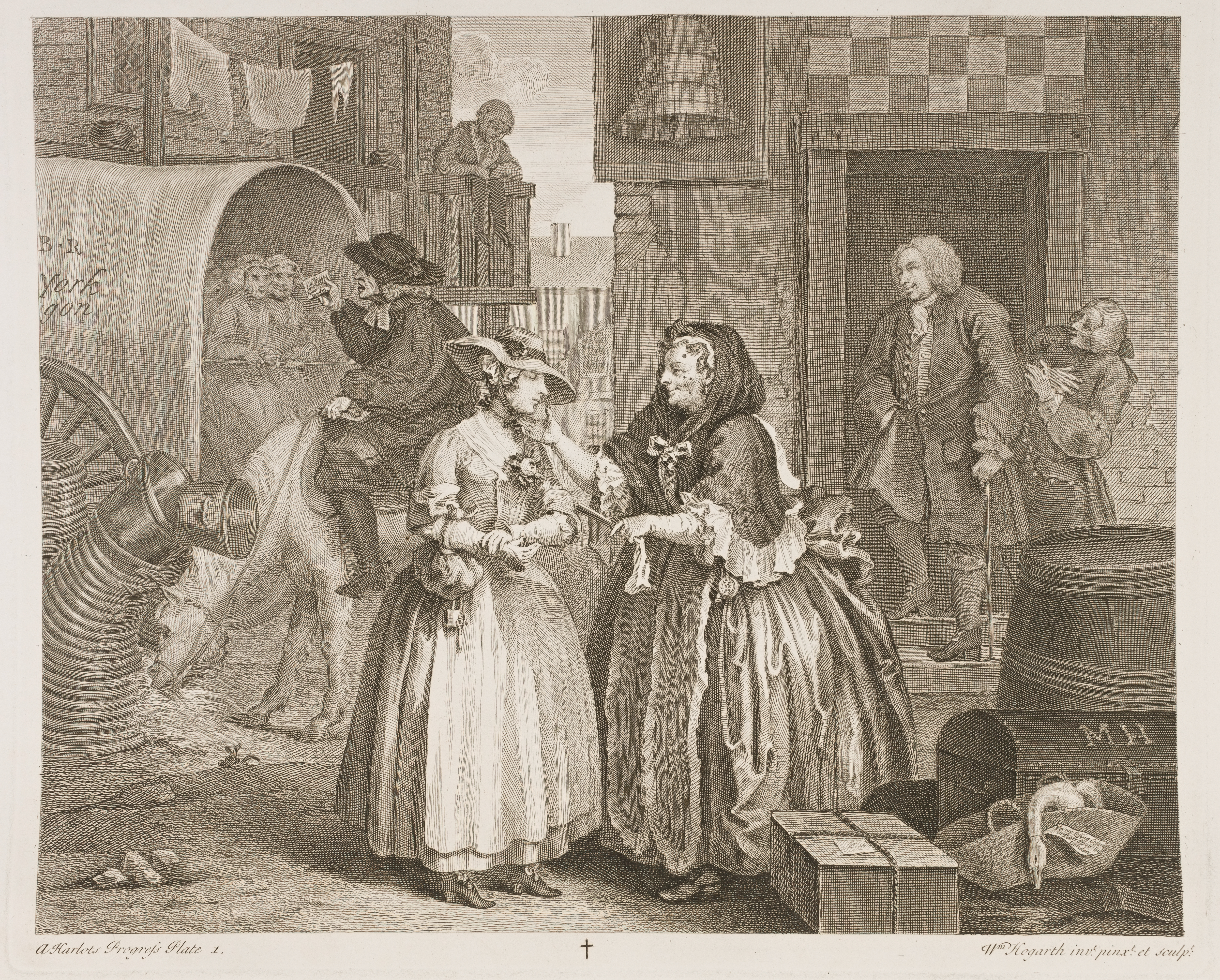
الیزابت نیدهام (پیش زمینه سمت راست) همان‌طور که در فیلم A Harlot's Progress ویلیام هوگارث به تصویر کشیده شده‌است.

الیزابت نیدهام (متوفی ۳ مه ۱۷۳۱)، همچنین به نام مادر نیدهام، یک تدارکات و فاحشه‌دار انگلیسی در قرن هجدهم لندن بود که در اولین بشقاب از مجموعه کتاب‌های ویلیام هوگارث به‌عنوان مردی که به مول هاکابوت سلام می‌کرد معرفی شده‌است. حکاکی‌های طنز، پیشرفت یک فاحشه. اگرچه نیدهام در آن زمان در لندن بدنام بود، اطلاعات کمی از زندگی او ثبت شده‌است و هیچ تصویر واقعی از او باقی نمانده‌است. خانه او منحصر به فردترین خانه در لندن بود و مشتریانش از بالاترین اقشار جامعه شیک بودند، اما او در نهایت با اصلاح طلبان اخلاقی آن روز برخورد کرد و در نتیجه برخورد شدیدی که پس از محکوم شدن به ایستادن در دادگاه با او شد، درگذشت. پیلوری.

## شخصیت
هیچ چیز از اوایل زندگی نیدهام شناخته شده نیست، اما زمانی که او میانسال بود در لندن به عنوان نگهبان یک فاحشه خانه در پارک پلیس، سنت جیمز مشهور شد. خانه او به عنوان منحصر به فردترین خانه در لندن، برتر از خانه‌های کاونت گاردن، حتی از خانه دیگر بدنام آن زمان، مادر وایزبورن، در نظر گرفته می‌شد. گفته می‌شود که او هنوز در میانسالی جذاب است. هوگارت او را به‌عنوان یک پیرمرد خوش‌تیپ توصیف کرد … لباس ابریشم خوبی دارد، اما «لکه‌های روی صورتش» را ذکر می‌کند و در تصویر او چهره‌اش به صورت پوک دیده می‌شود.
او با نام‌های مستعار متعددی استفاده می‌کرد: برد، هاوارد، بلوویت و ترنت از جمله کسانی هستند که به او نسبت داده می‌شوند، اگرچه مادر برد همچنین نام فاحشه‌داری دیگری بود که همراه با نیدهام در سال ۱۷۲۴ به زندان نیوگیت متعهد شد.
نیدهام ظاهراً با دختران و زنانی که برای او کار می‌کردند بی رحم بود. آن‌ها مجبور شدند لباس‌هایشان را از او اجاره کنند، و اگر قادر به پرداخت اجاره‌های گزاف نبودند، آنها را مجبور می‌کرد تا مشتریان بیشتری بگیرند یا آنها را به زندان بدهکاران بسپارند تا زمانی که خواسته‌های او را برآورده کنند. قهرمان در فانی هیل (۱۷۴۸) طعمه می‌شود. وقتی برای جذب مشتری خیلی پیر یا بیمار بودند، آنها را بیرون می‌انداخت.
نیدهام فاحشه‌های خود را از منابع بسیاری از جمله خانه‌های دیگر فاحشه‌داران، وثیقه‌ها در کاونت گاردن، جایی که دختران بی‌خانمان بی‌خانمان می‌خوابیدند، قهوه‌خانه تام کینگ، و به نظر می‌رسد از حراجی‌ها تهیه می‌کرد، اما، همان‌طور که نشان داده شده‌است. در تصویر هوگارت، او به ویژه دختران و زنان تازه‌وارد از کشور را هدف قرار داده‌است.

ریچارد استیل، مقاله‌نویس، زمانی که او برای ملاقات با واگنی که وسایلی را از حومه شهر برای او می‌آورد، ملاقات می‌کند، متوجه شد که او برای دختری تازه‌وارد می‌آید. او او را «هنرمند» توصیف کرد و به نظر می‌رسد که او با کارمندان احتمالی خود دوستانه و درگیر بود و شخصیت شریر خود را تنها زمانی که آنها زیر سقف او بودند آشکار می‌کرد. در دانسیاد، الکساندر پوپ هشدار می‌دهد که «... سخنان خود را به سبک مادر نیدهام بچسبانید.» پوپ یک بار دیگر در پایان دانسیاد (۱۷۲۸) با اشاره به دهان ناپاک او، و بار دیگر، در کنار دیگر خانم‌های بدنام آن روز، در آخرین ابیات نامه تاج گذاری خود که در نسخه‌های شعر نادیده گرفته شد، از او یاد می‌کند.
هنری فیلدینگ در Pasquin خود (۱۷۳۶) به او اشاره می‌کند و از نمایش هوگارث از او به عنوان الگوی مادر پانچ بال در تراژدی کاونت گاردن (۱۷۳۲) استفاده می‌کند. نقش مری دیویس در انجیل کامل سال ۱۷۲۷ «مادر ندم» نامیده می‌شود و دختران جوان تازه روستایی را هدف قرار می‌دهد، درست مثل نیدهام.

## مشتریان
در میان مشتریان اصلی او فرانسیس چارتریس و پسر عموی او دوک وارتون بودند - چارتریس در عکس هوگارت پشت در پشت نیدهام خوابیده‌است. رونالد پالسون پیشنهاد می‌کند که مدل مول هکابوت در صحنه اول هوگارث، آن باند است که توسط نیدهام فریفته شد و توسط چارتریس مورد تجاوز قرار گرفت. چارتریس که قبلاً به عنوان «رئیس جنرال تجاوز جنسی» شناخته می‌شد، در نتیجه تجاوز جنسی باند مجرم شناخته شد و به اعدام محکوم شد، اگرچه بعداً مورد عفو قرار گرفت. در طی مراحل قانونی نام نیدهام ذکر نشد.

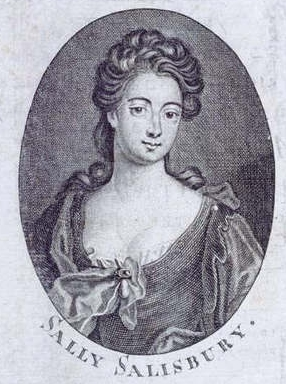
ارتباط با سالی سالزبری تنها باعث افزایش شهرت خانه نیدهام شد.

شاید نیدهام چارتریس را در حدود سال ۱۷۰۸ به سالی سالزبری معرفی کرده باشد سالزبری روسپی برجسته آن روزگار بود و چارتریس برای مدت کوتاهی در آغاز کار خود به عنوان معشوقه نگهداری می‌کرد. هنگامی که خانواده قبلی او، مادر وایزبورن، در سال ۱۷۱۹ درگذشت، او به عضویت خانواده نیدهام درآمد و مشتریانی از بالاترین رده‌های جامعه را با خود آورد. سالزبری با درگیر کردن یکی دیگر از دخترانش در دزدی لباس‌های ارل کاردیگان، شهرت بیشتری را به خانه نیدهام آورد. دو زن او را تا نیومارکت همراهی کردند و در آنجا مست شد و پس از خواباندن او در مسافرخانه، لباس‌ها و جواهراتش را دزدیدند و به لندن بازگشتند. ارل با این موضوع به عنوان یک شوخی برخورد کرد.
تصوری از شهرت خانه نیدهام را می‌توان از یکی از جو میلرهای جو میلر جمع‌آوری کرد، که شامل درخواست او از صاحبخانه اش می‌شود تا منتظر پول خود بماند تا مجلس و مجمع عمومی بنشیند، در این مرحله او می‌تواند ده برابر پول او را پرداخت کند. و توسط یک آگهی ترحیم زودرس طنز، که در مجله لندن ظاهر شد. دومی وصیت نامه ای را توصیف می‌کند که در آن هدایای مناسبی را بین مشتریان مشهورش توزیع می‌کند: "تصویر سدوم و گومورا به نام D-n؛ یک اونس مرکوریس دولسیس به Beau C-e از خیابان سنت مارتین؛ املاک او به دوک وارتون؛ کتابخانه‌اش به ند سی؛ و رسیدی برای درمان کف زدن برای کیبوس کوچک». در آن زمان، چهره‌های ذکر شده با حذف نام کامل از سرخ شدن آنها در امان نمی‌ماندند، اما شناسایی آنها اکنون حدس و گمان است.
مشتریان با ارتباط خوب او ممکن است به او اجازه داده باشند که از دستگیری فرار کند. علی‌رغم این تصور رایج که سالی سالزبری در سال ۱۷۲۳ جان فینچ، پسر دوشس وینچلسی را با چاقو در خانه او زد (این در واقع در میخانه سه تون در کاونت گاردن رخ داده بود)، اولین مورد. زمانی که نیدهام مورد حمله قرار گرفت در سال ۱۷۲۴ بود:
صبح دیروز، مادر نیدهام و مادر برد، دو محافظ برجسته بازی پادشاهی، به نیوگیت متعهد شدند. خانه‌های آن‌ها شب قبل توسط پاسبان‌ها آشفته شده بود، که آقایان و خانم‌ها را به تعداد زیادی جدا کردند و به خانه گرد بردند. این اولین باری است که خانم نیدهام تصحیح عمومی دریافت می‌کند، زیرا از آنجایی که او در رأس امور خونخواری در این شهر قرار دارد، فکر می‌کرد ویرانه خانه‌اش خواهد بود. روزانه، سه شنبه ۲۱ ژوئیه ۱۷۲۴
پاسبان‌ها «دو زن را در رختخواب با دو مرد برجسته» پیدا کرده بودند. مردان بسته بودند، اما زنان برای انجام کارهای سخت به توتیل فیلدز بریدول فرستاده شدند. مجازات نیدهام در این مناسبت ثبت نشده‌است، اما به نظر می‌رسد که او هنوز در ماه سپتامبر در حبس بود که خانه اش سوخت و یکی از ساکنان به نام کاپیتان باربوت، یک افسر فرانسوی را کشت. در سال ۱۷۲۸، چندین دختر او دستگیر شدند، اما به نظر می‌رسد که او از مجازات فرار کرده‌است.

## دستگیری، محکومیت و مرگ
در اواخر سال ۱۷۳۰، سر جان گونسون، قاضی صلح و حامی سرسخت انجمن اصلاح آداب و رسوم، که با خشم پیرامون پرونده تجاوز به عنف Charteris تحریک شده بود، شروع به یورش به فاحشه خانه‌ها در سراسر لندن کرد. در اوایل سال ۱۷۳۱، او به سنت جیمز رسید، جایی که برخی از ساکنان پارک پلیس گزارش کردند که «یک خانه نامرتب بدنام در آن محله» وجود دارد. در حقیقت، خانه نیدهام به سختی ناشناخته بود، زیرا سال‌ها به رده‌های بالای جامعه خدمت کرده بود، اما او توسط گونسون دستگیر شد و توسط Justice Railton به گیت هاوس متعهد شد.
در ۲۹ آوریل ۱۷۳۱، نیدهام به خاطر نگهداری از خانه‌ای بی‌نظم محکوم شد، یک شیلینگ جریمه نقدی شد، و محکوم شد که دو بار در قتل بایستد و «برای رفتار خوب خود به مدت ۳ سال ضامن پیدا کند». در ۳۰ آوریل او را برای اولین بار به محل سکونت نزدیک پارک پلیس بردند تا بایستد. شاید به خاطر ارتباطاتش، به او اجازه داده شد به صورت روبه‌رو جلوی ستون دراز بکشد و تعدادی نگهبان هم برای محافظت از او دستمزد گرفتند. با وجود این، او چنان پرتاب شد که احتمال می‌رفت قبل از اتمام مجازاتش بمیرد. جمعیتی که برای دیدن او جمع شده بودند به قدری زیاد بود که یک پسر در حالی که سعی می‌کرد بهتر ببیند روی ریل حصار آهنی افتاد و کشته شد.
نیدهام را زنده از قصر بیرون آوردند، اما در ۳ مه ۱۷۳۱ درگذشت، یک روز قبل از آن که قرار بود برای بار دوم در حیاط (این بار در نیو پالاس یارد) بایستد. با آخرین کلمات خود، ظاهراً ترس شدیدی از ایستادن دوباره در ستون پس از مجازات شدیدی که بار اول دریافت کرده بود، ابراز کرد. گراب استریت ژورنال ، مجله طنزی که با الکساندر پوپ و سایر دوستان هوگارت متحد شده بود، با طعنه گزارش داد که مردم «بسیار ناسپاسانه عمل کردند، با توجه به اینکه او چقدر برای مجبور کردن آنها انجام داده بود».
هوگارت هنگام مرگ هنوز در حال کار بر روی A Harlot's Progress بود، بنابراین هرگز خود را جاودانه ندید. خانم‌های دیگری هم بودند که آماده بودند پا به کفش‌های او بگذارند، اما تنها زمانی که مادر داگلاس در سال ۱۷۴۱ سرپرستی پادشاه را در کاونت گاردن به دست گرفت، فاحشه‌خانه‌ای با شهرت مشابه با نیدهام دوباره ظاهر شد.

## صفحات مرتبط
- داماریس پیج
- الیزابت کرسول